# Крюков Петро Макарович
Крюков Петро Макарович (21 червня 1964 — 19 серпня 1984) — радянський військовик, учасник афганської війни. Посмертно нагороджений орденом Червоної зірки.

## Біографія
Петро Крюков народився 21 червня 1964 року в селі Вільхуватка Великобурлуцького району Харківської області в селянській родині. За національністю росіянин.
Працював стропальником у Будівельному управлінні №1 Харкова. 7 травня 1983 року був призваний до лав Радянської армії. У грудні 1983 року прибув до Афганістану. Служив у розвідній роті 177-го мотострілецького полку 108-ї мотострілецької дивізії. Всього провів 15 бойових операцій під Кабулом, Баграмом та інших місцях. 19 серпня 1984 року його підрозділ під час патрулювання зустрів противника та вступив з ним у бій. У цьому бою Петра Крюкова було вбито.
Був похований у селі Вільхуватка. У «Книзі Пам'яті про радянських воїнів» Петра Крюкова характеризували як сміливого та рішучого.

## Нагороди
- Орден Червоної Зірки (посмертно)

## Пам'ять

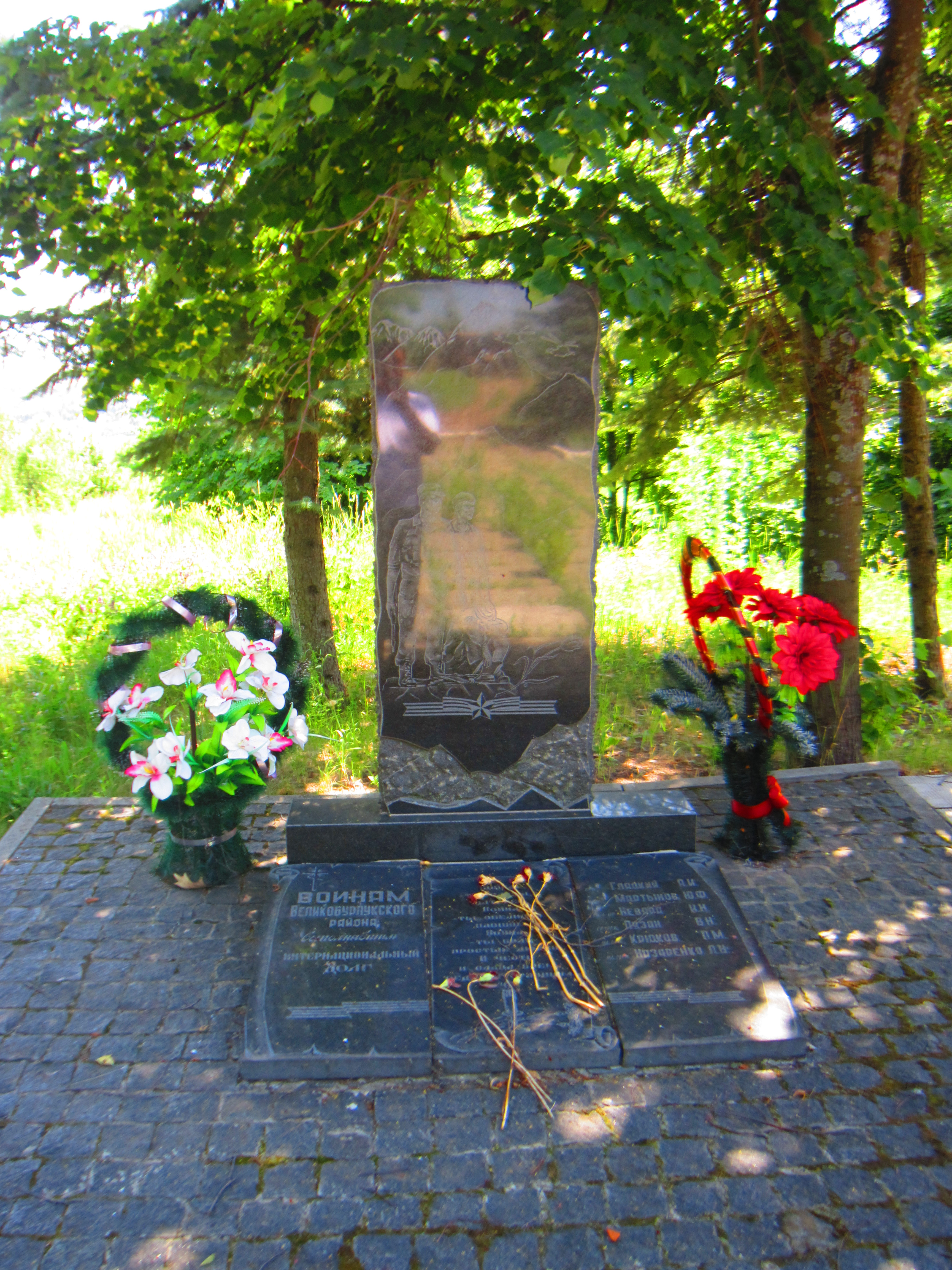
Пам'ятний знак воїнам-інтернаціоналістам у Великому Бурлуці

- Його ім'я викарбуване на одній з плит Меморіального комплексу пам'яті воїнів України, полеглих в Афганістані у Києві[5].
- Його ім'я викарбуване на одній з плит Меморіалу пам'яті воїнів-інтернаціоналістів у Харкові[6].
- Його ім'я викарбуване на Пам'ятному знаці воїнам-інтернаціоналістам у Великому Бурлуці.
- Меморіальна дошка на хаті у Вільховатці де жив Петро Крюков[3].